# Clasificación para la Copa de Oro de la Concacaf 2021
La clasificación para la Copa de Oro de la Concacaf 2021 determinó a los últimos 3 equipos que participaron en la Copa de Oro de la Concacaf 2021.

## Equipos
Los siguientes 12 equipos lograron clasificarse a la clasificación para la Copa de Oro de la Concacaf 2021 con base a los resultados obtenidos en la fase de grupos de la Liga de Naciones de la Concacaf 2019-20.  
- Los 4 terceros lugares de la Fase de grupos de la Liga A participaron en la segunda ronda.

| Grupo | Terceros lugares  |
| ----- | ----------------- |
| A     | Cuba              |
| B     | Bermudas          |
| C     | Trinidad y Tobago |
| D     | Haití             |

- Los 4 segundos lugares de la fase de grupos de la Liga B participarán en la primera ronda.

| Grupo | Segundos lugares             |
| ----- | ---------------------------- |
| A     | Guayana Francesa             |
| B     | Montserrat                   |
| C     | Guyana                       |
| D     | San Vicente y las Granadinas |

- Los 4 primeros lugares de la fase de grupos de la Liga C participarán en la primera ronda.

| Grupo | Primeros lugares |
| ----- | ---------------- |
| A     | Barbados         |
| B     | Bahamas          |
| C     | Guatemala        |
| D     | Guadalupe        |

## Formato original
Inicialmente la primera ronda se disputaría los días 26 y 31 de marzo de 2020. Los cuatro ganadores de la Nations League C se enfrentarían a los cuatro segundos lugares de la Nations League B, disputando eliminatorias a dos partidos. La segunda ronda se jugaría en los días 1 al 9 de junio de 2020, los cuatro ganadores de la primera ronda se enfrentarían a los cuatro terceros lugares de la Nations League A y de igual manera constaría de dos partidos a ida y vuelta. Los cuatro ganadores clasificarían a la Copa de Oro 2021.

## Sorteo
El sorteo de las eliminatorias tuvo lugar el día 11 de diciembre de 2019 en Miami, Florida, Estados Unidos. El resultado del sorteo fue el siguiente.
| Primera ronda | Primera ronda     | Primera ronda                | Segunda ronda | Segunda ronda         | Segunda ronda     |
| Partido       | Equipo 1 (Liga C) | Equipo 2 (Liga B)            | Partido       | Equipo 1 (Ganador R1) | Equipo 2 (Liga A) |
| ------------- | ----------------- | ---------------------------- | ------------- | --------------------- | ----------------- |
| 1             | Guadalupe         | San Vicente y las Granadinas | 5             | Ganador 1             | Haití             |
| 2             | Barbados          | Guyana                       | 6             | Ganador 2             | Trinidad y Tobago |
| 3             | Bahamas           | Guayana Francesa             | 7             | Ganador 3             | Bermudas          |
| 4             | Guatemala         | Montserrat                   | 8             | Ganador 4             | Cuba              |

## Aplazamiento
El día 13 de marzo de 2020 la Concacaf anunció que suspendía todas sus competencias debido a la pandemia de COVID-19 en el mundo. El 3 de abril de 2020, Concacaf anunció la suspensión de las eliminatorias de junio, y las fechas de los nuevos partidos se confirmarían más adelante.

## Nuevo formato
El 27 de julio de 2020, Concacaf anunció que las 12 selecciones jugarían las eliminatorias como ronda preliminar centralizada en los Estados Unidos, la semana previo al comienzo de la fase de grupos de la Copa de Oro 2021.
Sin embargo el 2 de septiembre de 2020, Concacaf anunció que la selección de fútbol de Catar fue invitado a la Copa Oro 2021 y que el torneo de clasificación determinaría solo a tres equipos que participarán en la Copa Oro. El torneo contará con dos rondas, con los doce equipos participantes que serán divididos en seis eliminatorias únicas en la primera ronda. Los seis ganadores avanzarán a la segunda ronda, y los ganadores de los tres partidos únicos se clasificarán a la Copa Oro.
El sorteo de la primera ronda fue el 28 de septiembre de 2020 junto con el sorteo de la fase final de la Copa Oro.

### Sorteo
El sorteo de la primera ronda tomó lugar en Miami, Florida, el 28 de septiembre de 2020 en conjunto con el sorteo para la fase de grupos de la Copa Oro. Los primeros 6 equipos del ranking Concacaf de agosto de 2020 fueron predeterminados según su orden a los partidos 1 y 6, según su posición, mientras que los otros seis equipos fueron sorteados desde un bombo simple.
Entre paréntesis la posición en el ranking para cada selección.
| Predeterminados                                                                       | Bombo único |
| ------------------------------------------------------------------------------------- | --- |
| Haití (7) Guatemala (9) Trinidad y Tobago (12) Cuba (14) Guadalupe (16) Bermudas (17) | Guayana Francesa (18) Guyana (19) San Vicente y las Granadinas (23) Barbados (29) Montserrat (30) Bahamas (33) |

## Fase Eliminatoria
- Los horarios corresponden a la hora local EDT (UTC-4).

|  | Primera ronda                | Primera ronda |                              |   | Segunda ronda | Segunda ronda |
|  |                              |               |                              |   |               |               |
|  | 2 de julio – Fort Lauderdale |               |                              |   |               |               |
|  |                              |               |                              |   |               |               |
|  | Haití                        | 6             |                              |   |               |               |
|  | Haití                        | 6             | 6 de julio – Fort Lauderdale |   |               |               |
|  | San Vicente y las Granadinas | 1             |                              |   |               |               |
|  | San Vicente y las Granadinas | 1             | Haití                        | 4 |               |               |
|  | 2 de julio – Fort Lauderdale |               | Haití                        | 4 |               |               |
|  |                              | Bermudas      | 1                            |   |               |               |
|  | Bermudas                     | Bermudas      | 1                            | 8 |               |               |
|  | Bermudas                     |               |                              | 8 |               |               |
|  | Barbados                     | 1             |                              |   |               |               |
|  | Barbados                     | 1             |                              |   |               |               |

|  | Primera ronda                | Primera ronda  |                              |       | Segunda ronda | Segunda ronda |
|  |                              |                |                              |       |               |               |
|  | 3 de julio – Fort Lauderdale |                |                              |       |               |               |
|  |                              |                |                              |       |               |               |
|  | Guatemala                    | 4              |                              |       |               |               |
|  | Guatemala                    | 4              | 6 de julio – Fort Lauderdale |       |               |               |
|  | Guyana                       | 0              |                              |       |               |               |
|  | Guyana                       | 0              | Guatemala                    | 1 (9) |               |               |
|  | 3 de julio – Fort Lauderdale |                | Guatemala                    | 1 (9) |               |               |
|  |                              | Guadalupe (p.) | 1 (10)                       |       |               |               |
|  | Guadalupe                    | Guadalupe (p.) | 1 (10)                       | 2     |               |               |
|  | Guadalupe                    |                |                              | 2     |               |               |
|  | Bahamas                      | 0              |                              |       |               |               |
|  | Bahamas                      | 0              |                              |       |               |               |

|  | Primera ronda                | Primera ronda    |                              |       | Segunda ronda | Segunda ronda |
|  |                              |                  |                              |       |               |               |
|  | 2 de julio – Fort Lauderdale |                  |                              |       |               |               |
|  |                              |                  |                              |       |               |               |
|  | Trinidad y Tobago            | 6                |                              |       |               |               |
|  | Trinidad y Tobago            | 6                | 6 de julio – Fort Lauderdale |       |               |               |
|  | Montserrat                   | 1                |                              |       |               |               |
|  | Montserrat                   | 1                | Trinidad y Tobago (p.)       | 1 (8) |               |               |
|  | 3 de julio – Fort Lauderdale |                  | Trinidad y Tobago (p.)       | 1 (8) |               |               |
|  |                              | Guayana Francesa | 1 (7)                        |       |               |               |
|  | Cuba                         | Guayana Francesa | 1 (7)                        | 0     |               |               |
|  | Cuba                         |                  |                              | 0     |               |               |
|  | Guayana Francesa             | 3                |                              |       |               |               |
|  | Guayana Francesa             | 3                |                              |       |               |               |

### Primera ronda

#### Haití - San Vicente y las Granadinas
| Preliminar 1; 2 de julio | Haití                                                                    | 6:1 (3:1) | San Vicente y las Granadinas | DRV PNK Stadium, Fort Lauderdale |                           |
| 16:30                    | Nazon 26' 59' · Pierrot 33' · Etienne 37' · Sutherland 72' · Antoine 90' | Reporte   | 42' Edwards                  | Árbitro(s): Oshane Nation        | Árbitro(s): Oshane Nation |

#### Guatemala - Guyana
| Preliminar 2; 3 de julio | Guatemala                                                   | 4:0 (1:0) | Guyana | DRV PNK Stadium, Fort Lauderdale |                           |
| 21:30                    | Greenidge 21' · L. Martínez 54' · Lom 71' · J. Martínez 80' | Reporte   |        | Árbitro(s): Juan Calderón        | Árbitro(s): Juan Calderón |

#### Trinidad y Tobago - Montserrat
| Preliminar 3; 2 de julio | Trinidad y Tobago                                                   | 6:1 (3:0) | Montserrat | DRV PNK Stadium, Fort Lauderdale |                         |
| 21:30                    | Molino 21' · Joseph 35' · Telfer 45+2' · García 57' · Moore 68' 82' | Reporte   | 55' Taylor | Árbitro(s): Bryan López          | Árbitro(s): Bryan López |

#### Cuba - Guayana Francesa
| Preliminar 4; 3 de julio | Cuba | 0:3     | Guayana Francesa | DRV PNK Stadium, Fort Lauderdale |  |
| 19:00 |      | Reporte |                  |                                  |  |
| Debido a la pandemia de COVID-19 y los desafíos relacionados con viajes y visados, el partido fue cancelado y otorgado como una victoria para la Guayana Francesa. |      |         |                  |                                  |  |

#### Guadalupe - Bahamas
| Preliminar 5; 3 de julio | Guadalupe                | 2:0 (0:0) | Bahamas | DRV PNK Stadium, Fort Lauderdale |                        |
| 16:30                    | Phaëton 61' · Mirval 67' | Reporte   |         | Árbitro(s): Reon Radix           | Árbitro(s): Reon Radix |

#### Bermudas - Barbados
| Preliminar 6; 2 de julio | Bermudas                                                                            | 8:1 (4:1) | Barbados       | DRV PNK Stadium, Fort Lauderdale |                          |
| 19:00                    | Wells 1' 14' 87' · Lambe 29' · Leverock 39' · Pearce 60' · Crichlow 66' · Lewis 67' | Reporte   | 45+1' Holligan | Árbitro(s): Drew Fischer         | Árbitro(s): Drew Fischer |

### Segunda ronda

#### Haití - Bermudas
| Preliminar 7; 6 de julio | Haití                           | 4:1 (3:0) | Bermudas  | DRV PNK Stadium, Fort Lauderdale |                         |
| 19:00                    | Pierrot 23' 28' 34' · Nazon 87' | Reporte   | 80' Wells | Árbitro(s): Iván Barton          | Árbitro(s): Iván Barton |

#### Guatemala - Guadalupe
| Preliminar 8; 6 de julio | Guatemala | 1:1 (1:1) (9:10 p.)        | Guadalupe | DRV PNK Stadium, Fort Lauderdale |                                |
| 21:30                    | L. Martínez 17' | Reporte                    | 6' Phaëton | Árbitro(s): Fernando Hernández   | Árbitro(s): Fernando Hernández |
|                          | | Tiros desde el punto penal | |                                  |                                |
|                          | Ceballos · J. Martínez · Santis · Barrientos · Hernández · Pineda · Pinto · Saravia · Peleg · Gordillo · Jérez Jr. · Ceballos |                            | Cavaré · Phaëton · Baron · Annerose · Solvet · Annette · Pineau · Hauterville · Moeson · Alphonse · Thuram-Ulien · Cavaré |                                  |                                |

#### Trinidad y Tobago - Guayana Francesa
| Preliminar 9; 6 de julio | Trinidad y Tobago                                                           | 1:1 (1:1) (8:7 p.)         | Guayana Francesa                                                           | DRV PNK Stadium, Fort Lauderdale |                           |
| 16:30                    | Molino 27'                                                                  | Reporte                    | 44' Abelinti                                                               | Árbitro(s): Ismail Elfath        | Árbitro(s): Ismail Elfath |
|                          |                                                                             | Tiros desde el punto penal |                                                                            |                                  |                           |
|                          | Muckette · Hackshaw · Peters · Fortune · Molino · Jones · Garcia · Gonzales |                            | Vancaeyezeele · Atchaliso · Evens · Baal · Éric · Adam · Marigard · Rimane |                                  |                           |